# 후카가와돈

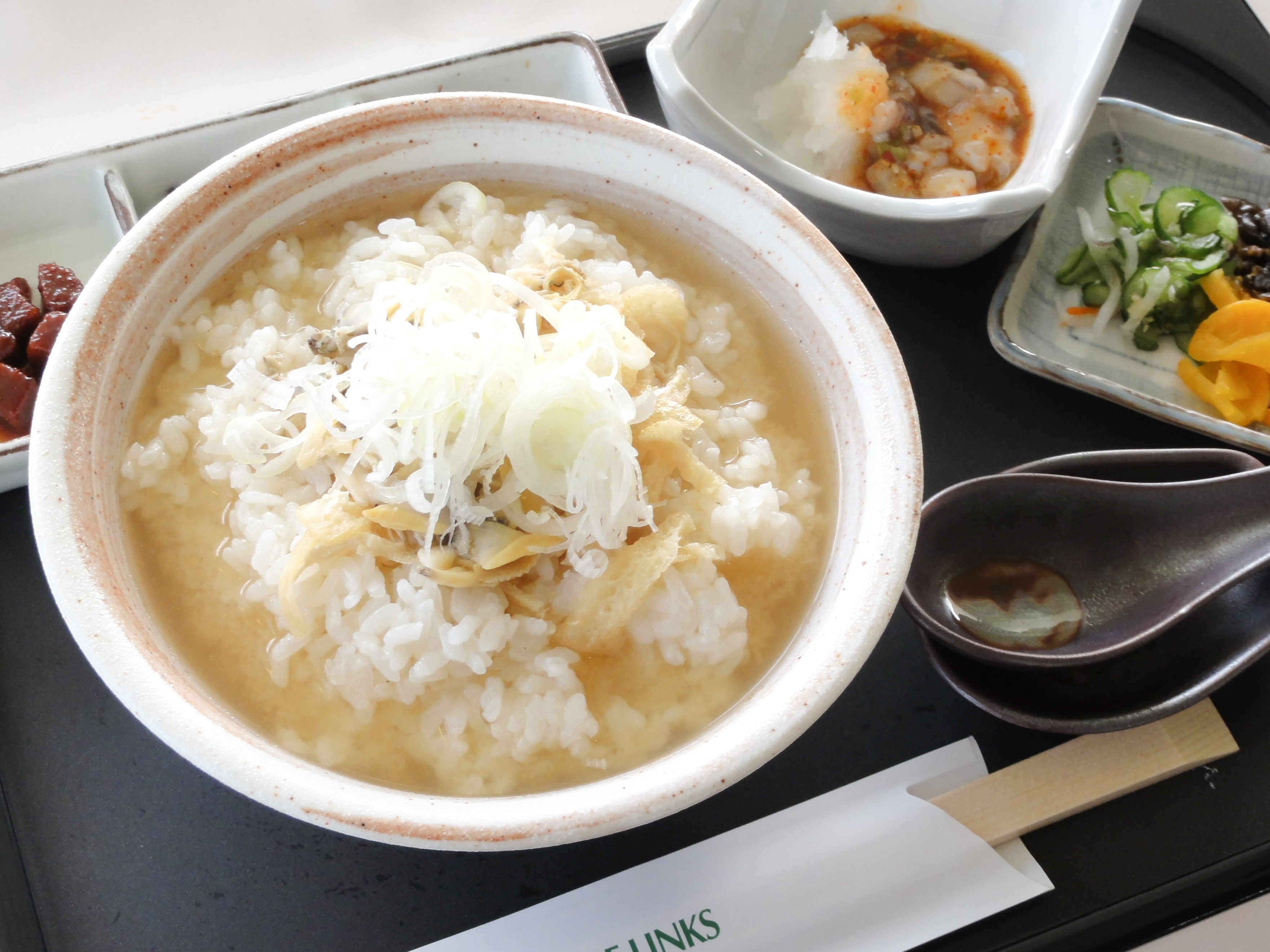
후카가와돈

후카가와돈(일본어: 深川丼)은 일본 요리의 하나로 밥 위에 바지락, 대합, 파 등을 끓은 미소시루의 일종이다. 도쿄도 고토구 몬젠나가 촌에는 후카가와돈 가게가 많다.